# Акжелен
Акжелен (каз. Ақжелең) — музыкальный жанр, малая форма кюя. Исполняется на домбре. Отличается жизнерадостным, весёлым настроением.
Домбрист традиционно должен знать и уметь исполнить 62 акжелена. Известны акжелены Узака, Курмангазы, Даулеткерея, Каратаса, Аймагамбета, Усена-торе, Айжарыка, Молдагали, Тилекеша, Богды и других. Особое место акжелен занимает в творчестве Казангапа и Еспая.